# Michaił Rogow
Michaił Iwanowicz Rogow (Iwanow) (ros. Михаил Иванович Рогов (Иванов), ur. w listopadzie 1880 we wsi Staszyna Słoboda w guberni tambowskiej, zm. 10 listopada 1942 w Moskwie) – rosyjski rewolucjonista, radziecki działacz państwowy.

## Życiorys
W 1907 wstąpił do SDPRR, 1913 eksternistycznie ukończył studia na Wydziale Prawnym Uniwersytetu Moskiewskiego, później pracował w fabryce "Dynamo" w Moskwie. Od marca 1917 brał udział w pracach Rady Moskiewskiej, później pracował w Centralnym Biurze Związków Zawodowych, w listopadzie 1917 został komisarzem Moskiewskiego Komitetu Wojskowo-Rewolucyjnego oraz członkiem Prezydium Moskiewskiej Rady Miejskiej. Od grudnia 1921 do grudnia 1922 był członkiem Prezydium WCIK, od grudnia 1922 do stycznia 1924 zastępcą członka Prezydium Centralnego Komitetu Wykonawczego (CIK) ZSRR, później kolejno kierownikiem Moskiewskiego Miejskiego Oddziału Administracyjnego, kierownikiem Moskiewskiego Miejskiego Oddziału Rolnego i do 1928 zastępcą przewodniczącego Moskiewskiej Rady Miejskiej. Od 1929 do października 1930 był zastępcą ludowego komisarza finansów ZSRR, od 31 października 1930 do 14 sierpnia 1934 przewodniczącym Państwowej Komisji Planowej przy Radzie Ekonomicznej RFSRR, a 1934-1937 przewodniczącym Komisji Budżetowej WCIK. Został pochowany na Cmentarzu Nowodziewiczym.